# Tōhō (Fukuoka)
Tōhō (東峰村, Tōhō-mura) é uma aldeia localizado no distrito de Asakura, Fukuoka (prefeitura), Japão.
A aldeia foi criada em 28 de março de 2005 pela fusão das aldeias de Hōshuyama e Koishiwara, ambas do  distrito de Asakura.
A aldeia é um centro de produção de Koishiwara ware. 
A partir de 1 de abril de 2017, a aldeia tem uma população estimada de 2.063 e uma densidade de 40 pessoas por km². A área total é de 51,93 km².